# Fläckig glatthaj
Fläckig glatthaj (Mustelus mento) är en haj som finns kring Sydamerika. 

## Utseende
Den fläckiga glatthajen är en avlång, men ganska kraftig haj med kort, trubbig nos. De två ryggfenorna är stora, den bakre endast något mindre än den främre. Stjärtfenan är tydligt asymmetrisk, med den övre loben mycket längre än den undre. Sidor och buk är grå till gråbruna, medan buken är ljus. De vuxna fiskarna har i regel små, vita fläckar på ovansidan, medan ungfiskarna har mörka ränder. Likt de flesta hundhajar har den svagt rundade, nästan platta tänder som sitter tätt ihop så de bildar en yta avsedd att krossa bytesdjurens skal med. Som mest kan arten bli 130 cm; hanen är könsmogen vid en längd av 65 till 76 cm, honan vid 86 till 90 cm.

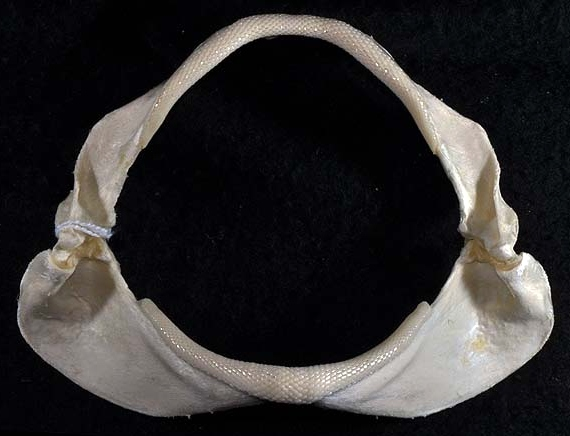
Käkar
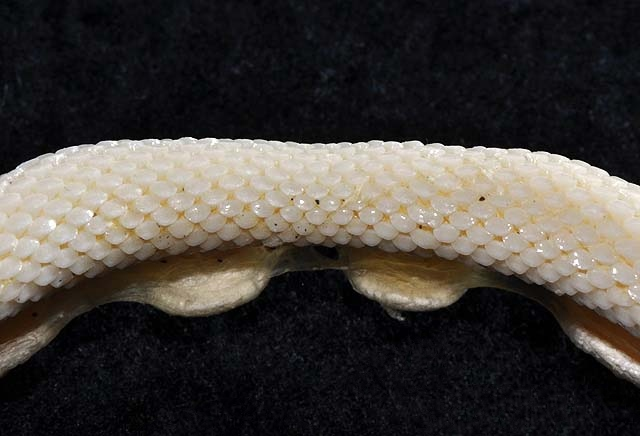
Tänder i överkäken
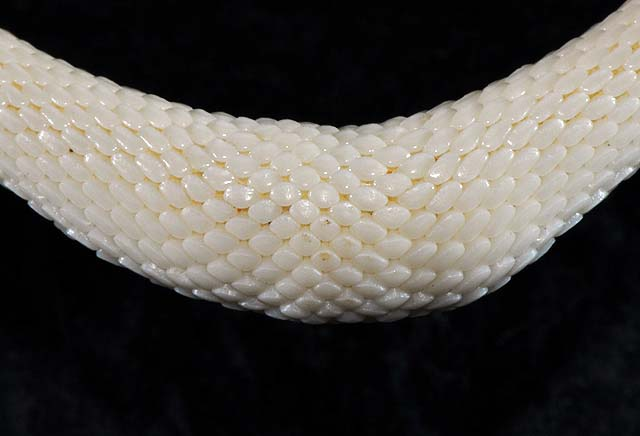
Tänder i underkäken

## Vanor
Inte mycket är känt om artens biologi: Den är en bottenfisk som vistas på ett djup av 16 till 50 m. Honan föder levande ungar i kullar om 7, som är omkring 30 cm långa vid födseln. Uppgifter om matvanor saknas, men andra hundhajar med samma typ av tanduppsättning lever på hårdskaliga kräftdjur och/eller musslor.

## Utbredning
Den fläckiga glatthajen finns i sydöstra Stilla havet från Peru till Chiles sydspets inklusive Galápagosöarna. Uppgifter finns även om en osäker förekomst i sydvästra Atlanten vid Argentinas kust.

## Status
Arten är föremål för ett omfattande kommersiellt fiske, främst med nät, men trålning förekommer också. Då den förekommer på relativt grunt vatten är den mycket känslig för fiske, och IUCN har därför klassificerat den som nära hotad ("NT"). I Peru har fångsterna begränsats genom en minimilängd på 60 cm som fastställdes 2001; det är emellertid i Chile som den största mängden tas.